# صومعه سنت مکاریوس بزرگ
صومعه سنت مکاریوس بزرگ (انگلیسی: Monastery of Saint Macarius the Great)، صومعه‌ای متعلق به کلیسای ارتدکس قبطی است که وادی نطرون در استان بحیره و حدود ۹۲ کیلومتری قاهره در نزدیکی بزرگراه قاهره-اسکندریه واقع شده است.